# ابوعثمان ناجم
سعد بن شَدّاد سمَعی شهرت‌یافته به ابوعثمان ناجم (؟-۹۲۶) ادیب و شاعر عربی بود.  با ابن رومی مودت داشت.